# Glavaš (Dinarić)
Glavaš odnosno Dinarić je ruševina utvrde srednjovjekovnog i ranonovovjekovnog grada u Hrvatskoj.
Nalazi se na 44° 0' sjeverne zemljopisne širine i 16° 25' istočne zemljopisne dužine, kod sela Kijeva, sjeveroistočno od Vrlike (onda Vrhrike), podno planine Dinare, odmah povrh istoimenog zaseoka Glavaš. Dostupna je odvojkom s magistralne ceste Vrlika - Knin kod Kijeva.
Vjerojatno je da je sagrađena u 15. stoljeću kad je postajalo sve izglednije da će Osmansko Carstvo udariti na Hrvatsko Kraljevstvo.
Bila je dijelom malog obrambenog lanca utvrda na jugu Hrvatskog Kraljevstva, a uz Glavaš to su bile utvrda Prozor kod Vrhrike (Vrlike) i utvrda Potravnik kod Potravlja.
U razdoblju turskih osvajanja hrvatskih krajeva, Glavaš je došao na udar osmanskih navala na Hrvatsko Kraljevstvo prvih desetljeća 16. stoljeća. 
Mletački ju zemljovidi bilježe pod imenom Dinarić (usp. s imenom planine Dinare), jer stoji pod Dinarom.

## Vanjske poveznice
- Destinacije.com  Arhivirana inačica izvorne stranice od 22. siječnja 2013. (Wayback Machine) Fotografija tvrđave
- Turistička zajednica Splitsko-dalmatinske županije  Arhivirana inačica izvorne stranice od 9. ožujka 2018. (Wayback Machine) Vrlika - utvrda Glavaš